# Меморандум Тютчева

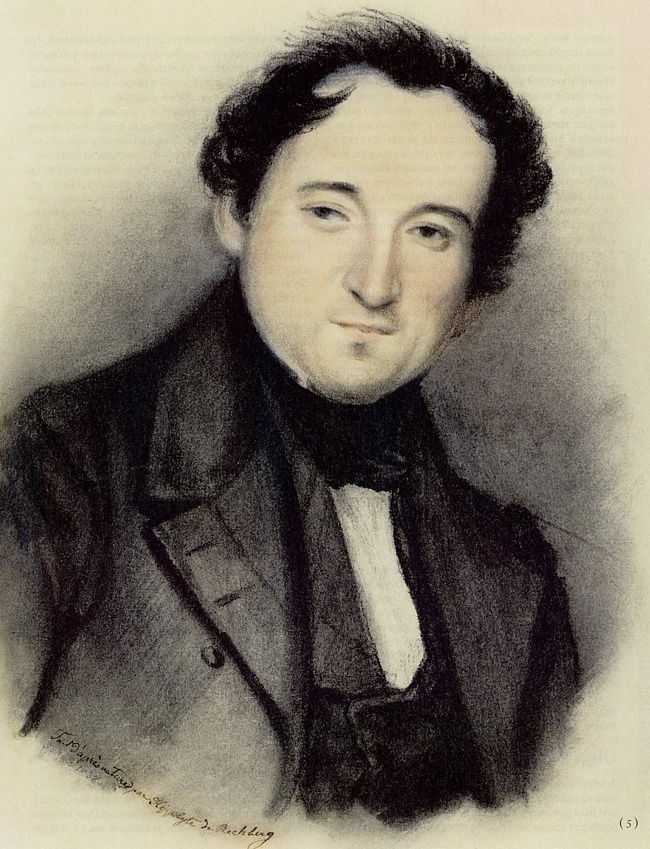
Федір Тютчев

Меморандум Тютчева — документ, складений у 1843 році на той час відставленим російським дипломатом Федором Тютчевим, в якому він виклав пропозиції щодо організації російської пропаганди в Європі. Попри неофіційний характер документа, визначив спрямування політики Росії зі створення за кодоном мережі проросійських інтелектуалів в XIX сторіччі.
Старший секретар російської місії в Турині Федір Тютчев, втратив свою посаду після того, як без дозволу начальства втік до своєї дружини, що в цей час знаходилася у Швейцарії, і при цьому загубив секретні шифри. Прагнучи повернутися на службу, він звернувся по допомогу до своєї колишньої коханої Амалії фон Крюденер, яка звела його з шефом жандармів і начальником III відділу імператорської канцелярії Олександром Бенкендорфом. Щоб запевнити Бенкендорфа у своєму незмінному патріотизмі, Тютчев запропонував йому план масштабної інформаційної кампанії в Європі.

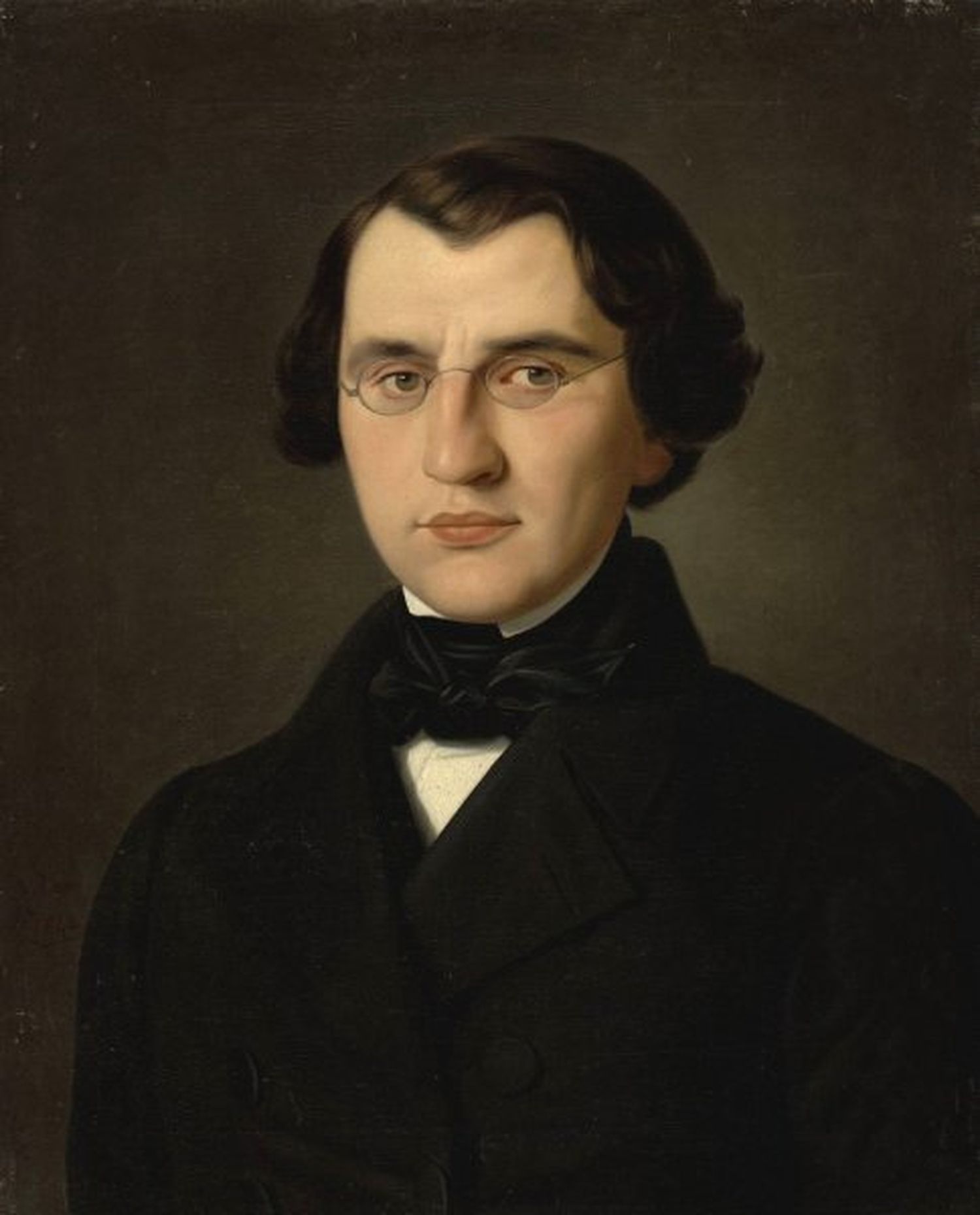
Іван Тургенєв

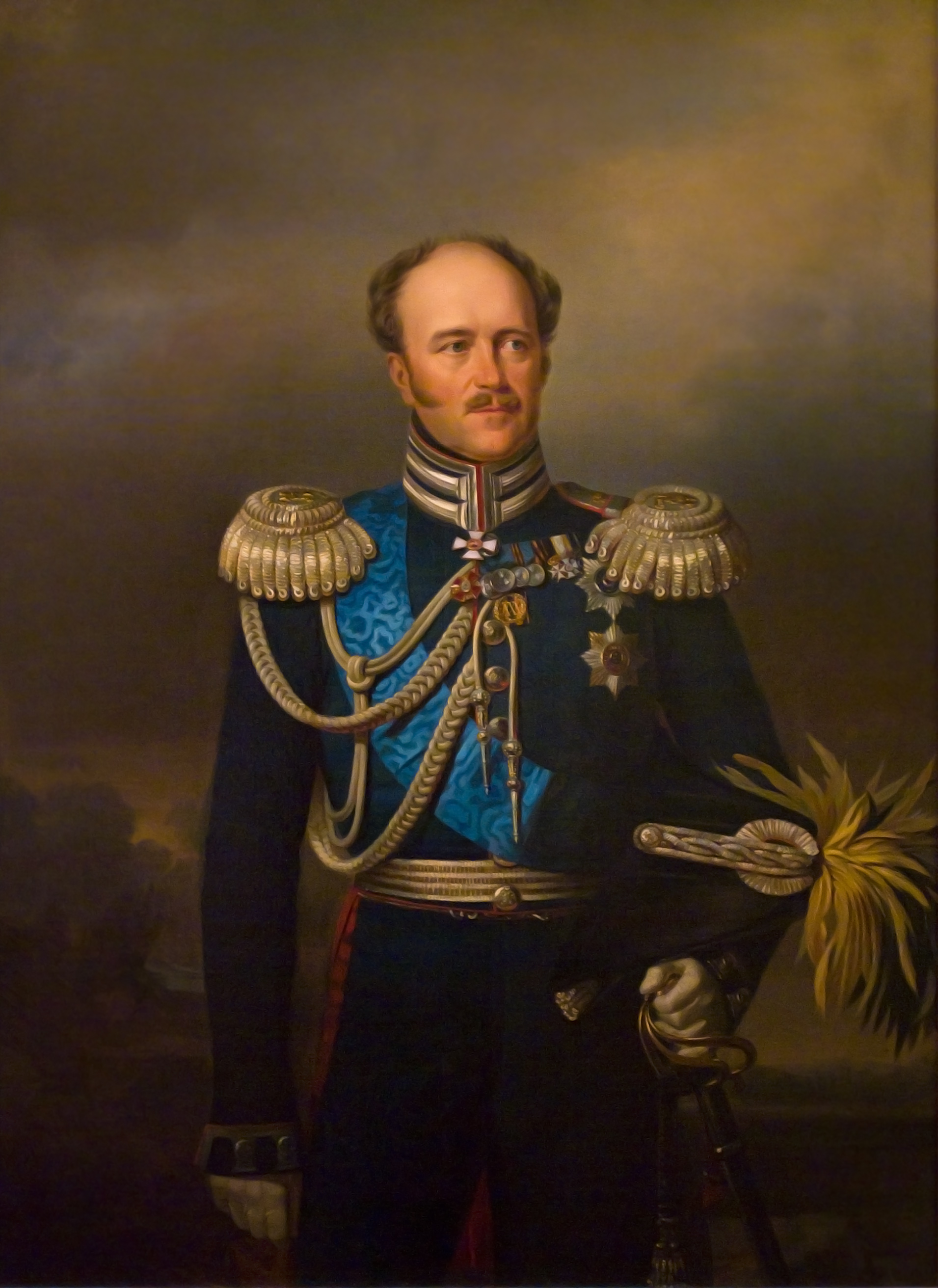
Олександр Бенкендорф

План швидко перетворився на меморандум на ім'я імператора Миколи I (при цьому відомі дві редакції цього меморандуму — 1843 і 1845 років). Тютчев запевняв, що знайомий з багатьма європейськими авторами, які готові «стати до роботи» на користь Росії і лише чекають сигналу. Коло знайомств у дипломата й справді було велике — він був знайомий, зокрема, з Генріхом Гейне та Фрідріхом Шеллінгом, проте, кого саме він планував долучити до пропагандистської кампанії, в меморандумі він не згадував.
Окрім іншого, Тютчев пропонував продемонструвати Європі, що Росія — це не лише багнети імператорської армії, а й самобутня культура, зокрема й література. Загальне її становище дипломат оцінював тверезо і добре знав про сувору цензуру, яка діяла в Росії Тому переконував, що розуміє «необхідність догляду» за письменниками вдома, проте радив би демонструвати плюралізм хоча б за кордоном.
План Тютчева підтримав і Бенкендорф, і сам Микола I (який не лише повернув автора меморандуму на службу, а й заплатив йому 6 тисяч рублів). Однак узгодження затягнулися. Зрештою, Тютчев почав розміщувати в європейських газетах статті, підготовлені ним особисто (хоча й анонімно). За його власними словами чернетки принаймні однієї з них бачив і імператор, який залишився задоволеним, навіть сказав, що вона повністю відповідає його власним думкам. Щоправда, видавці давали зрозуміти читачам, що йдеться не про приватну думку невідомого автора, а про позицію російською держави, хоч і висловлену неофіційно. Водночас, після початку Кримської війни у приватному спілкуванні Тютчев звинувачував імператора в недалекоглядній політиці, що зрештою привела Росію до поразки.
Популяризація російської культури натомість відбувалася доволі успішно. Як завдяки самому Тютчеву, так і зусиллями його знайомця, поета і письменника, Івана Тургенєва, який теж жив переважно в Європі. При цьому знайомство між собою вони на афішували.